# كريستينا إيرما غريف
كريستينا إيرما غريف (بالإسبانية: Cristina Irma Greve) هي دراجة أرجنتينية، ولدت في 20 يوليو 1987.

## وصلات خارجية
- كريستينا إيرما غريف على موقع الاتحاد الدولي للدراجات (الإنجليزية)
- كريستينا إيرما غريف على موقع أرشيف الدراجات (الإنجليزية)
- كريستينا إيرما غريف على موقع إحصائيات الدراجات الإحترافية (الإنجليزية)
- كريستينا إيرما غريف على موقع نسبة الدراجات (الإنجليزية)